# Grammorhoe contrastata
Grammorhoe contrastata är en fjärilsart som beskrevs av Barend J. Lempke 1950. Grammorhoe contrastata ingår i släktet Grammorhoe och familjen mätare. Inga underarter finns listade i Catalogue of Life.